# Lepage (canton)
Pour les articles homonymes, voir Lepage.
Lepage est un canton canadien de l'Est du Québec situé dans la région administrative du Bas-Saint-Laurent dans la vallée de la Matapédia. Il fut proclamé officiellement le 26 décembre 1874. Il couvre une superficie de 14 165 hectares.

## Toponymie
Le toponyme Lepage aurait été proposé par Jean-Baptiste Lepage qui était agent des terres de la région en l'honneur de la famille Lepage, seigneurs de Rimouski, dont René Lepage qui fut le premier de la famille à être seigneur de Rimouski.